# Кирил Кръстев (оперен певец)
Кирил Кръстев е български оперен певец. Типичен оперен артист от средиземноморски тип с италианска школа, изпълняващ и музика от славянски и френски автори.

## Биография
Роден е на 1 май 1921 година в Петрич, детските му години минават в Свети Врач. Той е третото дете в семейство с пет момчета. През 1930 г. семейството се преселва в София. През 1940 година пристъпва към осъществяването на мечтата си да стане професионален певец. През 1943 година е мобилизиран, изпратен е в Вардарска Македония, която по това време е под българско управление. В Скопие го ангажират в Българския народен театър, но не като оперен, а като драматичен стажант артист. След като го демобилизират се връща в София и диригентът Илия Темков го насочва към Ансамбъла за песни и танци на Българската народна армия. До началото на 1949 г. е солист там. През 1949 г. е приет за солист в Русенската опера. От 1981 г. е солист във Варненската опера. На 13 февруари 1989 г. е последната му поява на сцената на Варненската опера, четири месеца преди смъртта му, когато вече е поразен от болестта и жизнените му сили са намалели, но прекрасният му баритон е все така свеж. Последното му изпълнение е на 27 април 1989 г. на концерта с Варненската опера в Шумен.
През 1940 година участва на конкурсните изпити за Музикалната академия в столицата и е приет в средния отдел. Започва да учи при известната наша педагожка Елена Ангелова-Орукин, но тя определя гласа му като теноров и цяла година го подготвя като тенор. На следващата година започва частни уроци при друг известен педагог – Събчо Събев, който веднага открива в него баритона. Звезден миг за него е срещата му с преподавателя в Музикалната академия Иван Хр. Попов. Учил в Милано при Марио Самарко и Елвино Вентура, певец и педагог в академията, Ив. Хр. Попов владее италианската школа, която преподава с голямо умение на своите ученици. Наученото се запечатва дълбоко в младия певец  постановката на гласа му става толкова качествена, трайна и солидна, че това му позволява да пее интензивно и пълноценно цели четири десетилетия и то в доста обширен репертоарен диапазон. През 60-те години специализира при именития румънски певец и вокален педагог проф. Октав Енигареску.
През пролетта на 1949 г. в Русе е открит държавен оперен театър. Кирил Кръстев участва на конкурс и на 8 април 1949 г. е назначен в Русенската опера. „Травиата“ от Джузепе Верди е първата постановка на новородената опера. В ролята на бащата, Жорж Жермон, е 28-годишният Кирил Кръстев. Първите пет представления са закрити, първото минава като изпитно (8.11.1949). На 27 ноември е официалната премиера. От този ден нататък, в продължение на 30 години, е част от настоящето, бъдещето, а след това и на историята на този музикален институт. Зареждат се роля след роля: Шарплес от „Мадам Бътерфлай“, доктор Малатеста от „Дон Паскуале“, Крушина от „Продадена невеста“. През 50-те и 60-те години изпълнява партии предимно от по-лиричния репертоар. Избягва драматичните, за да не форсира гласа си и да съкрати певческия си живот. Американският консул Шарплес в „Мадам Бътерфлай“ е една от най-често изпълняваните роли през тези 40 години. Постановката на „Дон Паскуале“ с Кръстев в ролята на доктор Малатеста се играе близо сто пъти в препълнени салони. Още в началото на кариерата си посяга към две от най-проблемните партии, писани за баритон от Росини и Верди:  Фигаро от „Севилският бръснар“ и Риголето от едноименната опера.
През 1956 г. се открива новата оперна сграда в Русе. В премиерите на „Евгений Онегин“ и „Мазепа“ от Чайковски главните роли са поверени на Кирил Кръстев.
През 1958 г. идват още две постановки: „Кармен“ от Жорж Бизе и „Манон“ на Жул Масне. През същата година прави още една голяма роля, сред най-проблемните от италианския репертоар – Барнаба от „Джоконда“ на Понкиели. Веристичните автори Пучини, Леонкавало и Маскани също „лягат“ на певеца. Още като Марсел в първата постановка на „Бохеми“ (1951) усвоява белезите на този нелек стил. Към Скарпия от „Тоска“ посяга доста по-късно, след двегодишния си престой като гост-солист и вокален педагог в операта в Хавана, Куба. През 1960 г. прави още една от големите си роли  – Амонастро от "Аида“ на Верди. След Амонастро се превъплъщава и в образа на маркиз Поза от „Дон Карлос“ (1963). „Ловци на бисери“ от Жорж Бизе (1950) е друг връх в кариерата на артиста. Своя творчески апогей отбелязва с две роли от Верди – Симон Боканегра и Макбет. В зрелите си години Кирил Кръстев посяга към една дълго мечтана роля – Карло Жерар от „Андре Шение“ на Умберто Джордано. Сериозни негови постижения са още: Папагено от „Вълшебната флейта“, Граф Ди Луна от „Трубадур“, Ренато от „Бал с маски“, Валентин от „Фауст“ на Гуно, Силвио от „Палячо“ на Леонкавало, Алфио от „Селска чест“ на Маскани, Шчелкалов от „Борис Годунов“ на Мусоргски и много други. Общо 47 роли, немалка част от тях реализирани по два пъти в Русе и Варна.
През периода 1966 – 1968 г. работи като вокален педагог, гост солист и консултант в Националната опера в Хавана. „Попаднах в една изключителна страна на таланти, певци и балетни артисти. Мисля, че кубинците са просто родени да пеят и да танцуват. Бяха жадни да учат, да работят, да се усъвършенстват...“
Във Варна отива през 1981 г. Там повтаря част от изпълняваните дотогава роли: Амонасро, Риголето, Жермон, Макбет, Симон Боканегра, някои от тях изгражда по нов начин. Разучава и нови партии: Себастиано от „в долината“ от Ойген д'Албер, Калоян от „Йоанис Рекс“ на Парашкев Хаджиев, Дьо Бретини в „Манон“ от Масне. С Варненската опера гостува нееднократно в Гърция и Испания.
Отделно внимание заслужава поредицата от български роли на артиста: Нягул от „Албена“, Симеон от „Лето 893“, Калоян от „Йоанис Рекс“, и трите от Парашкев Хаджиев, Цар Калоян от едноименната опера на Панчо Владигеров, Царят на дяволите от „Ян Бибиян“ на Найден Геров и особено Събо от „Момчил“ на Любомир Пипков.
Пее в почти всички румънски оперни театри. Години наред го канят като почетен гост-солист на оперния фестивал в Констанца. Името му влиза и в една румънска музикална енциклопедия. Гостува в СССР, Румъния, Чехословакия, Югославия, ГДР, Куба, Полша, Унгария, Монголия. Голям е и броят на концертните му участия в България и в чужбина. В повечето случаи с откъси из оперни  арии, дуети и ансамбли.

## Награди
Звания „Заслужил артист“ и „Народен артист“, ордени, почетни знаци, „почетен гражданин“ на Русе. На Националния преглед на българските музикални театри в Стара Загора през 1978 г. получава първа награда за ролята на Скарпия в „Тоска“ от Пучини. През 1984 година получава отново първа награда на Националния преглед на оперните театри в Стара Загора за ролята на Симон Боканегра.

## Роли
По реда на изпълненията им и броя на представленията:
- Жорж Жермон (180 представления), „Травиата“ от Джузепе Верди: 8 ноември 1949 г. – първо представление на Русенската опера, 27 ноември 1949 г. – официална премиера. 12 април 1970 г. –  юбилейна премиера, 20 години Русенска опера
- Маркиз Д’Обини (36 представления), „Травиата“ от Джузепе Верди: 12 декември 1949 г. първо участие
- Консулът Шарплес (128 представления), „Мадам Бътерфлай“ от Джакомо Пучини: първо участие 25 март 1950 г., премиера, 13 февруари 1989 г.  последно представление, Варненска опера
- Д-р Малатеста (54 представления), „Дон Паскуале“ от Гаетано Доницети: първо участие 8 ноември 1950 г., премиера; 11 ноември 1965 г. втора постановка
- Крушина (15 представления), „Продадена невеста“ от Бедржих Сметана: първо участие 12 февруари 1951 г., премиера
- Марсел (83 представления), „Бохеми“ от Джакомо Пучини: първо участие 12 октомври 1951 г., премиера
- Риголето (105 представления), „Риголето“ от Джузепе Верди: първо участие 21 април 1952 г., премиера; 19 декември 1986 г. премиера във Варна
- Фигаро (89 представления), „Севилският бръснар“ от Джоакино Росини: първо участие 30 януари 1953 г., премиера
- Бранко (33 представления), „Волният вятър“ от Исак Дунаевски: първо участие 1 юни 1953 г., премиера
- Цезар Гал (4 представления), „Волният вятър“ от Исак Дунаевски: първо участие 10 април 1954 г. 
- Силвио (24 представления), „Палячо“ от Руджеро Леонкавало: първо участие 28 октомври 1953 г., премиера
- Зурга (69 представления), „Ловци на бисери“ от Жорж Бизе: първо участие 30 март 1955 г., премиера
- Онегин (38 представления), „Евгений Онегин“ от Пьотър Илич Чайковски: първо участие 4 февруари 1956 г., премиера, Откриване на новата оперна сграда в Русе
- Мазепа (14 представления), „Мазепа“ от Пьотър Илич Чайковски: първо участие 30 май 1956 г., премиера
- Граф ди Луна (50 представления), „Трубадур“ от Джузепе Верди: първо участие 14 ноември 1956 г. премиера; втора постановка 2 юли 1977 г., премиера
- Ескамилио (97 представления), „Кармен“ от Жорж Бизе: първо участие 16 януари 1958 г., премиера, втора постановка 24януари 1974 г. 
- Барнаба (10 представления), „Джоконда“ от Амилкаре Понкиели: първо участи 17 юли 1958 г. , премиера
- Киро (9 представления), „Запустялата воденица“ от Маестро Георги Атанасов: първо участие 28 април 1959 г., премиера
- Леско (4 представления), „Манон“ от Жул Масне: първо участие 20 октомври 1960 г. 
- Амонасро (25 представления), „Аида“ от Джузепе Верди: първо участие15 ноември 1960 г., втора постановка 20 ноември 1980 г., трета постановка 6 юли 1988 г., премиера, „Варненско лято“
- Рустем (21 представления), „Имало едно време“ от Парашкев Хаджиев: първо участие 24 ноември 1960 г. , премиера
- Валентин (19 представления), „Фауст“ от Шарл Гуно: първо участие 20 април 1961 г., премиера
- Фредерик (6 представления), „Лакме“ от Лео Делиб: първо участие 28 декември 1961 г.,
- Цар Калоян (9 представления), „Цар Калоян“ от Панчо Владигеров: първо участие 5 април 1962 г., премиера, „Мартенски музикални дни“.
- Джек (3 представления), „Момичето от Запад“ от Джакомо Пучини: първо участие 17 май 1962 г. 
- Маркиз Родриго Поза (37 представления), „Дон Карлос“ от Джузепе Верди: първо участие 27 януари 1963 г., премиера
- Пинг (1 представление), „Турандот“ от Джакомо Пучини: 16 февруари 1965 г.
- Сър Хенри Астън (25 представления), „Лучия ди Ламермур“ от Гаетано Доницети: първо участие 12 декември 1965 г., премиера
- Барон Скарпия (53 представления), „Тоска“ от Джакомо Пучини: първо участие 28 април 1966 г.  19 март 1979 г. – 1100-тен спектакъл на артиста!
- Алфио (14 представления), „Селска чест“ от Пиетро Маскани: първо участие 28 ноември 1968 г., премиера
- Папагено (18 представления), „Вълшебната флейта“ от Волфганг Амадеус Моцарт: първо участие 16 септември 1969 г., премиера
- Царят на дяволите (7 представления), „Ян Бибиян“ от Найден Геров: първо участие 10 октомври 1969 г., премиера
- Ренато (13 представления), „Бал с маски“ от Джузепе Верди: първо участие 3 февруари 1970 г., премиера
- Нягул (6 представления), „Албена“ от Парашкев Хаджиев: първо участие 12 октомври 1969 г., предпремиера
- Княз Игор (16 представления), „Княз Игор“ от Александър Бородин: първо участие 6 април 1971 г., премиера, „Мартенски музикални дни“
- Симеон (4 представления), „Лето 893“ от Парашкев Хаджиев: първо участие 26 март 1973 г., премиера, „Мартенски музикални дни“
- Симон (44 представления), „Симон Боканегра“ от Джузепе Верди: първо участие 7 октомври 1973 г., премиера; 27 декември 1981 г.  втора постановка във Варненската опера; 29 ноември 1984 г.  на фестивала в Стара Загора – 1.награда
- Събо (11 представления), „Момчил“ от Любомир Пипков: първо участие 3 април 1974 г., премиера, „Мартенски музикални дни“
- Карло Жерар (12 представления), „Андре Шение“ от Умберто Джордано: първо участие 4 март 1976 г., премиера, „Мартенски музи¬кални дни“
- Макбет (16 представления), „Макбет“ от Джузепе Верди: първо участие 27 април 1975 г.;  втора постановка 6 юли 1985 г., „Варненско лято“; 13 октомври 1988 г.,  фестивал на о. Корфу, Гърция
- Шчелкалов (7 представления), „Борис Годунов“ от Модест Мусоргски: първо участие 29 март 1979 г., премиера, „Мартенски музикални дни“
- Калоян (4 представления), „Йоанис Рекс“ от Парашкев Хаджиев: първо участие 28 юни 1981 г., премиера, „Варненско лято“
- Радослав (2 представления), „Хан Аспарух“ от Александър Райчев: първо участие 27 май 1982 г., Русенската опера на турне в Кишинев
- Дьо Бретини (4 представления), „Манон“ от Жул Масне: първо участие 28 февруари 1982 г., премиера, Варна
- Себастиано (4 представления), „В долината“ от Ойген д’Албер: първо участие 23 юни 1983 г., премиера, „Варненско лято“
- Микеле (2 представления), „Мантията“ от Джакомо Пучини: първо участие 8 февруари 1987 г., Русенската опера